# طواف لوكسمبورغ 2022
طواف لوكسمبورغ 2022 (بالفرنسية: Tour de Luxembourg 2022) هو سباق دراجات هوائية من فئة  2.HC، وهو الموسم الثاني والثمانين من طواف لوكسمبورغ، وأقيم خلال الفترة من 13 سبتمبر 2022، وحتى 17 سبتمبر 2022 ضمن سباقات سلسلة سباقات الاتحاد الدولي للدراجات للمحترفين 2022.
فاز بالمركز الأول وفي ترتيب النقاط للشباب ماتياس سكجلموس جنسن، وفاز بالمركز الثاني Kévin Vauquelin ‏، وفاز بالمركز الثالث فالنتين مادواس، وفاز في ترتيب الفرق فريق الإمارات، وفاز في تصنيف الجبال Joel Nicolau ‏، وفاز في ترتيب النقاط ماتيو ترينتين.

## الفرق
| فرق عالمية (6)- Quick-Step Alpha Vinyl - AG2R Citroën Team - Cofidis - Groupama-FDJ - Trek-Segafredo - UAE Team Emirates فرق برو (9)- Alpecin-Deceuninck - بي آند بي هوتيلز 2022 ‏ - بنجوال باوليز ساوكس دبليو بي 2022 ‏ - برجس بي إتش 2022 ‏ - كاجا رورال-سيغوروس 2022 ‏ - أوسكالتيل أوسكادي 2022 ‏ - سبورت فلاندرين بالويس 2022 ‏ - Arkéa-Samsic - أونو اكس برو سايكلنج تيم 2022 ‏ فرق قارية (4)- بولتون إكوتيز بلاك سبوك برو سايكلنج 2022 ‏ - Leopard Pro Cycling ‏ - فريق ريوال للدراجات 2022 ‏ - Philippe Wagner–Bazin ‏ |  |
| |  |

## المراحل
| قائمة المراحل | قائمة المراحل | قائمة المراحل                     | قائمة المراحل  | قائمة المراحل | قائمة المراحل | قائمة المراحل       | قائمة المراحل       |
| المرحلة       | التاريخ       | الدورة                            |                | المسافة (كم)  | الارتفاع      | الفائز بالمرحلة     | القائد العام        |
| ------------- | ------------- | --------------------------------- | -------------- | ------------- | ------------- | ------------------- | ------------------- |
| المرحلة 1     | 13 سبتمبر     | مدينة لوكسمبورغ – مدينة لوكسمبورغ | مرحلة جبلية    | 163٫8         | 2554 م        | فالنتين مادواس      | فالنتين مادواس      |
| المرحلة 2     | 14 سبتمبر     | Junglinster ‏ – Junglinster ‏       | مرحلة جبلية    | 163٫4         | 2060 م        | ماتيو ترينتين       | فالنتين مادواس      |
| المرحلة 3     | 15 سبتمبر     | Rosport ‏ – ديكيرش                 | مرحلة جبلية    | 188٫4         | 2940 م        | آرون جيت            | فالنتين مادواس      |
| المرحلة 4     | 16 سبتمبر     | Remich ‏ – Remich ‏                 | فردي ضد الساعة | 26٫1          | 303 م         | ماتياس سكجلموس جنسن | ماتياس سكجلموس جنسن |
| المرحلة 5     | 17 سبتمبر     | Mersch ‏ – مدينة لوكسمبورغ         | مرحلة جبلية    | 178٫4         | 3186 م        | فالنتين مادواس      | ماتياس سكجلموس جنسن |

## النتيجة

### مرحلة 1
هي مرحلة جبلية، أقيمت في 13 سبتمبر 2022، وامتدّت لمسافة 163.8 كيلومتر. فاز بالمركز الأول، وتصدر ترتيب النقاط والترتيب العام في نهاية المرحلة فالنتين مادواس، وتصدر ترتيب الفرق البيسين فينيكس، وتصدر ترتيب النقاط للشباب Clément Berthet ‏، وتصدر ترتيب التسلق Gil Gelders ‏.
| التصنيف العام         | التصنيف العام     | التصنيف العام          | التصنيف العام  | التصنيف العام |
| العداء                | العداء            | الفريق                 | الوقت          |               |
| --------------------- | ----------------- | ---------------------- | -------------- | ------------- |
| 1                     | فالنتين مادواس    | Groupama-FDJ           | 40 س 08 د 35 ث |               |
| 2                     | Sjoerd Bax ‏       | Alpecin-Deceuninck     | + 7 ث          |               |
| 3                     | Clément Berthet ‏  | AG2R Citroën Team      | + 13 ث         |               |
| 4                     | ماتيو ترينتين     | فريق الإمارات          | + 18 ث         |               |
| 5                     | فلوريان سينيشال   | Quick-Step Alpha Vinyl | + 18 ث         |               |
| 6                     | بنجامين توماس     | Cofidis                | + 18 ث         |               |
| 7                     | ماكسيم بويه       | اركيا سامسيك           | + 18 ث         |               |
| 8                     | Victor Koretzky ‏  | فيتال كونسبت ‏          | + 18 ث         |               |
| 9                     | Franck Bonnamour ‏ | فيتال كونسبت ‏          | + 18 ث         |               |
| 10                    | Rune Herregodts ‏  | سبورت فلاندرين بالويس ‏ | + 18 ث         |               |
|                       |                   |                        |                |               |
| مصدر: ProCyclingStats |                   |                        |                |               |

### مرحلة 2
هي مرحلة جبلية، أقيمت في 14 سبتمبر 2022، وامتدّت لمسافة 163.4 كيلومتر. فاز بالمركز الأول، وتصدر ترتيب النقاط ماتيو ترينتين، وتصدر ترتيب النقاط للشباب Bastien Tronchon ‏، وتصدر ترتيب الفرق البيسين فينيكس، وتصدر ترتيب التسلق Joel Nicolau ‏، وتصدر الترتيب العام في نهاية المرحلة فالنتين مادواس.
| التصنيف العام         | التصنيف العام       | التصنيف العام             | التصنيف العام | التصنيف العام |
| العداء                | العداء              | الفريق                    | الوقت         |               |
| --------------------- | ------------------- | ------------------------- | ------------- | ------------- |
| 1                     | فالنتين مادواس      | Groupama-FDJ              | 7 س 52 د 06 ث |               |
| 2                     | Sjoerd Bax ‏         | Alpecin-Deceuninck        | + 7 ث         |               |
| 3                     | ماتيو ترينتين       | فريق الإمارات             | + 8 ث         |               |
| 4                     | Bastien Tronchon ‏   | AG2R Citroën Team         | + 9 ث         |               |
| 5                     | فلوريان سينيشال     | Quick-Step Alpha Vinyl    | + 12 ث        |               |
| 6                     | Clément Berthet ‏    | AG2R Citroën Team         | + 13 ث        |               |
| 7                     | بنجامين توماس       | Cofidis                   | + 18 ث        |               |
| 8                     | Victor Koretzky ‏    | فيتال كونسبت ‏             | + 18 ث        |               |
| 9                     | ماتياس سكجلموس جنسن | تريك سيغافريدو            | + 18 ث        |               |
| 10                    | يوناس غريغارد       | أونو اكس برو سايكلنج تيم ‏ | + 18 ث        |               |
|                       |                     |                           |               |               |
| مصدر: ProCyclingStats |                     |                           |               |               |

### مرحلة 3
هي مرحلة جبلية، أقيمت في 15 سبتمبر 2022، وامتدّت لمسافة 188.4 كيلومتر. فاز بالمركز الأول آرون جيت، وتصدر ترتيب النقاط للشباب Bastien Tronchon ‏، وتصدر ترتيب الفرق البيسين فينيكس، وتصدر ترتيب التسلق Joel Nicolau ‏، وتصدر ترتيب النقاط ماتيو ترينتين، وتصدر الترتيب العام في نهاية المرحلة فالنتين مادواس.
| التصنيف العام         | التصنيف العام       | التصنيف العام          | التصنيف العام  | التصنيف العام |
| العداء                | العداء              | الفريق                 | الوقت          |               |
| --------------------- | ------------------- | ---------------------- | -------------- | ------------- |
| 1                     | فالنتين مادواس      | Groupama-FDJ           | 12 س 33 د 04 ث |               |
| 2                     | Sjoerd Bax ‏         | Alpecin-Deceuninck     | + 7 ث          |               |
| 3                     | ماتيو ترينتين       | فريق الإمارات          | + 8 ث          |               |
| 4                     | آرون جيت            | بلاك سبوك برو سايكلنج ‏ | + 8 ث          |               |
| 5                     | Bastien Tronchon ‏   | AG2R Citroën Team      | + 9 ث          |               |
| 6                     | فلوريان سينيشال     | Quick-Step Alpha Vinyl | + 12 ث         |               |
| 7                     | بنجامين توماس       | Cofidis                | + 12 ث         |               |
| 8                     | Clément Berthet ‏    | AG2R Citroën Team      | + 13 ث         |               |
| 9                     | ماتياس سكجلموس جنسن | تريك سيغافريدو         | + 18 ث         |               |
| 10                    | Rune Herregodts ‏    | سبورت فلاندرين بالويس ‏ | + 18 ث         |               |
|                       |                     |                        |                |               |
| مصدر: ProCyclingStats |                     |                        |                |               |

### مرحلة 4
هي مرحلة من نوع سباق زمن فردي، أقيمت في 16 سبتمبر 2022، وامتدّت لمسافة 26.1 كيلومتر. فاز بالمركز الأول، وتصدر ترتيب النقاط للشباب والترتيب العام في نهاية المرحلة ماتياس سكجلموس جنسن، وتصدر ترتيب الفرق فورتنيو سامسيك، وتصدر ترتيب التسلق Joel Nicolau ‏، وتصدر ترتيب النقاط ماتيو ترينتين.
| التصنيف العام         | التصنيف العام       | التصنيف العام             | التصنيف العام  | التصنيف العام |
| العداء                | العداء              | الفريق                    | الوقت          |               |
| --------------------- | ------------------- | ------------------------- | -------------- | ------------- |
| 1                     | ماتياس سكجلموس جنسن | تريك سيغافريدو            | 13 س 07 د 27 ث |               |
| 2                     | Kévin Vauquelin ‏    | اركيا سامسيك              | + 3 ث          |               |
| 3                     | Sjoerd Bax ‏         | Alpecin-Deceuninck        | + 14 ث         |               |
| 4                     | فالنتين مادواس      | Groupama-FDJ              | + 21 ث         |               |
| 5                     | Kevin Geniets ‏      | Groupama-FDJ              | + 25 ث         |               |
| 6                     | جايسون أوسبورن      | Alpecin-Deceuninck        | + 26 ث         |               |
| 7                     | Rune Herregodts ‏    | سبورت فلاندرين بالويس ‏    | + 27 ث         |               |
| 8                     | ماتيو ترينتين       | فريق الإمارات             | + 31 ث         |               |
| 9                     | يوناس غريغارد       | أونو اكس برو سايكلنج تيم ‏ | + 37 ث         |               |
| 10                    | بنجامين توماس       | Cofidis                   | + 39 ث         |               |
|                       |                     |                           |                |               |
| مصدر: ProCyclingStats |                     |                           |                |               |

### مرحلة 5
هي مرحلة جبلية، أقيمت في 17 سبتمبر 2022، وامتدّت لمسافة 178.4 كيلومتر. فاز بالمركز الأول فالنتين مادواس، وتصدر الترتيب العام في نهاية المرحلة وترتيب النقاط للشباب ماتياس سكجلموس جنسن، وتصدر ترتيب الفرق فريق الإمارات، وتصدر ترتيب التسلق Joel Nicolau ‏، وتصدر ترتيب النقاط ماتيو ترينتين.

## المشاركون
| Quick-Step Alpha Vinyl QST | Quick-Step Alpha Vinyl QST | Quick-Step Alpha Vinyl QST |
| -------------------------- | -------------------------- | -------------------------- |
| م                          | عداء                       | مرتبة                      |
| 1                          | دافيد باليريني             | 49                         |
| 3                          | Tim Declercq ‏              | 17                         |
| 4                          | فلوريان سينيشال (طريق)     | 31                         |
| 5                          | Stijn Steels ‏              | 93                         |
| 6                          | Jannik Steimle ‏            | 63                         |
| مدير الرياضة: بريان هولم   |                            |                            |

| AG2R Citroën Team ACT                          | AG2R Citroën Team ACT | AG2R Citroën Team ACT |
| ---------------------------------------------- | --------------------- | --------------------- |
| م                                              | عداء                  | مرتبة                 |
| 11                                             | Clément Berthet ‏      | 12                    |
| 12                                             | جيوفري بوشارد         | 18                    |
| 13                                             | FRA                   | 78                    |
| 14                                             | فيليكس غال            | 25                    |
| 15                                             | Dorian Godon ‏         | 13                    |
| 16                                             | Bastien Tronchon ‏     | 15                    |
| مدير الرياضة: Didier Jannel ‏, أرتوراس كاسبوتيس |                       |                       |

| Cofidis COF                     | Cofidis COF    | Cofidis COF |
| ------------------------------- | -------------- | ----------- |
| م                               | عداء           | مرتبة       |
| 21                              | ساندر أرمي     | 39          |
| 22                              | توم بولي       | 71          |
| 23                              | أنتوني بيريز   | 20          |
| 24                              | بنجامين توماس  | 8           |
| 25                              | خوسيه هييرادة  | 21          |
| 26                              | Harrison Wood ‏ | 43          |
| مدير الرياضة: Jean-Luc Jonrond ‏ |                |             |

| Groupama-FDJ GFC                                  | Groupama-FDJ GFC  | Groupama-FDJ GFC |
| ------------------------------------------------- | ----------------- | ---------------- |
| م                                                 | عداء              | مرتبة            |
| 31                                                | Clément Davy ‏     | 88               |
| 32                                                | Lorenzo Germani ‏  | 56               |
| 33                                                | Kevin Geniets ‏    | 5                |
| 34                                                | توبياس لودفيجسون  | 94               |
| 35                                                | فالنتين مادواس    | 3                |
| 36                                                | لارس فان دن بيرغ ‏ | 44               |
| مدير الرياضة: Frédéric Guesdon ‏, Jussi Veikkanen ‏ |                   |                  |

| Trek-Segafredo TFS        | Trek-Segafredo TFS       | Trek-Segafredo TFS |
| ------------------------- | ------------------------ | ------------------ |
| م                         | عداء                     | مرتبة              |
| 41                        | Simon Pellaud ‏           | لم يبدأ-4          |
| 42                        | جوليو سيكوني             | 37                 |
| 43                        | Asbjørn Hellemose ‏       | لم يكمل السباق-5   |
| 44                        | Amanuel Ghebreigzabhier ‏ | 69                 |
| 45                        | Mattias Skjelmose        | 1                  |
| 46                        | Antwan Tolhoek ‏          | 66                 |
| مدير الرياضة: كيم أندرسون |                          |                    |

| UAE Team Emirates UAD                     | UAE Team Emirates UAD | UAE Team Emirates UAD |
| ----------------------------------------- | --------------------- | --------------------- |
| م                                         | عداء                  | مرتبة                 |
| 51                                        | روي أوليفيرا          | 45                    |
| 52                                        | ماتيو ترينتين         | 6                     |
| 53                                        | رافال مايكا           | 19                    |
| 54                                        | Andrés Ardila ‏        | 60                    |
| 55                                        | Arthur Kluckers ‏      | 82                    |
| 56                                        | جويل سوتير            | 11                    |
| مدير الرياضة: فابريزيو غيدي, آرت فيرهوتين |                       |                       |

| Alpecin-Deceuninck AFC     | Alpecin-Deceuninck AFC | Alpecin-Deceuninck AFC |
| -------------------------- | ---------------------- | ---------------------- |
| م                          | عداء                   | مرتبة                  |
| 61                         | Sjoerd Bax ‏            | 4                      |
| 62                         | توبياس باير            | 41                     |
| 63                         | Nicola Conci ‏          | لم يبدأ-4              |
| 64                         | كريستيان سباراغلي      | 24                     |
| 65                         | جايسون أوسبورن         | 40                     |
| 66                         | جوليان فيرموت          | 27                     |
| مدير الرياضة: Bart Leysen ‏ |                        |                        |

| فيتال كونسبت ‏ BBK                          | فيتال كونسبت ‏ BBK      | فيتال كونسبت ‏ BBK |
| ------------------------------------------ | ---------------------- | ----------------- |
| م                                          | عداء                   | مرتبة             |
| 71                                         | Cyril Barthe ‏          | 64                |
| 72                                         | Franck Bonnamour ‏      | 16                |
| 73                                         | بيير رولان             | 42                |
| 74                                         | Victor Koretzky ‏       | 35                |
| 75                                         | Axel Laurance ‏         | 47                |
| 76                                         | Sebastian Schönberger ‏ | 34                |
| مدير الرياضة: جيمي إنجولفينت, ديدييه الروس |                        |                   |

| بنجوال باوليز ساوكس دبليو بي 2022 ‏ BWB  | بنجوال باوليز ساوكس دبليو بي 2022 ‏ BWB | بنجوال باوليز ساوكس دبليو بي 2022 ‏ BWB |
| --------------------------------------- | -------------------------------------- | -------------------------------------- |
| م                                       | عداء                                   | مرتبة                                  |
| 81                                      | Gil Gelders ‏                           | 48                                     |
| 82                                      | Rémy Mertz ‏                            | 46                                     |
| 83                                      | ماركو تيزا                             | 33                                     |
| 84                                      | Julien Desmarets‏                       | 77                                     |
| 85                                      | Luc Wirtgen ‏                           | 51                                     |
| 86                                      | Tom Wirtgen ‏                           | 55                                     |
| مدير الرياضة: Jean-Denis Vandenbroucke ‏ |                                        |                                        |

| برجس بي إتش ‏ BBH             | برجس بي إتش ‏ BBH          | برجس بي إتش ‏ BBH |
| ---------------------------- | ------------------------- | ---------------- |
| م                            | عداء                      | مرتبة            |
| 91                           | Ángel Fuentes ‏            | 74               |
| 92                           | Gabriel Muller ‏           | لم يكمل السباق-2 |
| 93                           | Juan Antonio López-Cózar ‏ | 53               |
| 94                           | Felipe Orts ‏              | 96               |
| 95                           | Manuel Peñalver ‏          | 85               |
| 96                           | Óscar Pelegrí ‏            | 79               |
| مدير الرياضة: Damien Garcia ‏ |                           |                  |

| كاجا رورال-سيغوروس ‏ CJR       | كاجا رورال-سيغوروس ‏ CJR | كاجا رورال-سيغوروس ‏ CJR |
| ----------------------------- | ----------------------- | ----------------------- |
| م                             | عداء                    | مرتبة                   |
| 101                           | Orluis Aular ‏ (طريق)    | 68                      |
| 102                           | Josu Etxeberria ‏        | 81                      |
| 103                           | Joseba López ‏           | 80                      |
| 104                           | Jon Barrenetxea ‏        | 29                      |
| 105                           | Sergio Martín ‏          | 38                      |
| 106                           | Joel Nicolau ‏           | 90                      |
| مدير الرياضة: روبين مارتينيز ‏ |                         |                         |

| أوسكالتيل أوسكادي ‏ EUS | أوسكالتيل أوسكادي ‏ EUS | أوسكالتيل أوسكادي ‏ EUS |
| ---------------------- | ---------------------- | ---------------------- |
| م                      | عداء                   | مرتبة                  |
| 111                    | Mikel Aristi ‏          | 99                     |
| 112                    | ESP                    | 76                     |
| 113                    | Unai Cuadrado ‏         | 58                     |
| 114                    | Antonio Jesús Soto ‏    | 70                     |
| 115                    | Txomin Juaristi ‏       | 14                     |
| 116                    | خوان خوسيه لوباتو      | لم يكمل السباق-1       |

| سبورت فلاندرين بالويس ‏ SVB                    | سبورت فلاندرين بالويس ‏ SVB | سبورت فلاندرين بالويس ‏ SVB |
| --------------------------------------------- | -------------------------- | -------------------------- |
| م                                             | عداء                       | مرتبة                      |
| 121                                           | Ruben Apers ‏               | 50                         |
| 122                                           | Robbe Ghys ‏                | لم يكمل السباق-3           |
| 123                                           | Rune Herregodts ‏           | 10                         |
| 124                                           | آرنه ماريت ‏                | 65                         |
| 125                                           | Jens Reynders ‏             | 59                         |
| 126                                           | Aaron Verwilst ‏            | 57                         |
| مدير الرياضة: والتر بلانكايرت, Andy Missotten‏ |                            |                            |

| Arkéa-Samsic ARK            | Arkéa-Samsic ARK    | Arkéa-Samsic ARK |
| --------------------------- | ------------------- | ---------------- |
| م                           | عداء                | مرتبة            |
| 131                         | ماكسيم بويه         | 28               |
| 132                         | Thibault Guernalec ‏ | لم يكمل السباق-5 |
| 133                         | هوغو هوفستيتر       | لم يبدأ-5        |
| 134                         | ميشيل رييس          | 26               |
| 135                         | Kévin Vauquelin ‏    | 2                |
| 136                         | Alessandro Verre ‏   | 86               |
| مدير الرياضة: Roger Tréhin ‏ |                     |                  |

| أونو اكس برو سايكلنج تيم 2022 ‏ UXT         | أونو اكس برو سايكلنج تيم 2022 ‏ UXT | أونو اكس برو سايكلنج تيم 2022 ‏ UXT |
| ------------------------------------------ | ---------------------------------- | ---------------------------------- |
| م                                          | عداء                               | مرتبة                              |
| 141                                        | Simon Dalby (cyclist) ‏             | 73                                 |
| 142                                        | Niklas Eg ‏                         | 72                                 |
| 143                                        | Morten Hulgaard ‏                   | 75                                 |
| 144                                        | Sindre Kulset ‏                     | لم يكمل السباق-5                   |
| 145                                        | Torstein Træen ‏                    | 23                                 |
| 146                                        | يوناس غريغارد                      | 7                                  |
| مدير الرياضة: يسبر موركوف ‏, Leonard Snoeks‏ |                                    |                                    |

| بلاك سبوك برو سايكلنج ‏ BEB             | بلاك سبوك برو سايكلنج ‏ BEB | بلاك سبوك برو سايكلنج ‏ BEB |
| -------------------------------------- | -------------------------- | -------------------------- |
| م                                      | عداء                       | مرتبة                      |
| 151                                    | ريان كريستنسن              | 62                         |
| 152                                    | James Fouché ‏ (طريق)       | 83                         |
| 153                                    | آرون جيت                   | 9                          |
| 154                                    | NZL                        | 32                         |
| 155                                    | James Oram ‏                | 30                         |
| 156                                    | Tom Sexton (cyclist) ‏      | 89                         |
| مدير الرياضة: Franky Van Haesebroucke ‏ |                            |                            |

| Leopard Pro Cycling ‏ LPC                  | Leopard Pro Cycling ‏ LPC | Leopard Pro Cycling ‏ LPC |
| ----------------------------------------- | ------------------------ | ------------------------ |
| م                                         | عداء                     | مرتبة                    |
| 161                                       | Colin Heiderscheid ‏      | 84                       |
| 162                                       | Kevin Inkelaar ‏          | 91                       |
| 163                                       | Louis Coqueret‏           | 61                       |
| 164                                       | Elias Maris ‏             | 52                       |
| 165                                       | Tim Torn Teutenberg ‏     | لم يبدأ-5                |
| 166                                       | جوستين وولف ‏             | 92                       |
| مدير الرياضة: Gaëtan Pons ‏, Markus Zingen‏ |                          |                          |

| فريق ريوال للدراجات ‏ RIW          | فريق ريوال للدراجات ‏ RIW | فريق ريوال للدراجات ‏ RIW |
| --------------------------------- | ------------------------ | ------------------------ |
| م                                 | عداء                     | مرتبة                    |
| 171                               | ماتياس بريجنهوج ‏         | 54                       |
| 172                               | مارتين بودينغ ‏           | 87                       |
| 173                               | جاكوب أريكسون ‏           | لم يبدأ-3                |
| 174                               | لوكاس أريكسون (طريق)     | 22                       |
| 175                               | Kasper Viberg Søgaard ‏   | 97                       |
| 176                               | إميل فينجبو              | 67                       |
| مدير الرياضة: Sebastian Andersen ‏ |                          |                          |

| Philippe Wagner–Bazin ‏ GDM                        | Philippe Wagner–Bazin ‏ GDM | Philippe Wagner–Bazin ‏ GDM |
| ------------------------------------------------- | -------------------------- | -------------------------- |
| م                                                 | عداء                       | مرتبة                      |
| 181                                               | Theo Bonnet‏                | 101                        |
| 182                                               | Ivan Centrone ‏             | 36                         |
| 183                                               | Jacques Gloesener‏          | 100                        |
| 184                                               | Alexandre Kess ‏            | 98                         |
| 185                                               | كريستوف ماسون              | لم يكمل السباق-1           |
| 186                                               | Stijn Siemons‏              | 95                         |
| مدير الرياضة: Geoffrey Coupé ‏, Sébastien Fontaine‏ |                            |                            |

| Quick-Step Alpha Vinyl QST | Quick-Step Alpha Vinyl QST | Quick-Step Alpha Vinyl QST |
| -------------------------- | -------------------------- | -------------------------- |
| م                          | عداء                       | مرتبة                      |
| 1                          | دافيد باليريني             | 49                         |
| 3                          | Tim Declercq ‏              | 17                         |
| 4                          | فلوريان سينيشال (طريق)     | 31                         |
| 5                          | Stijn Steels ‏              | 93                         |
| 6                          | Jannik Steimle ‏            | 63                         |
| مدير الرياضة: بريان هولم   |                            |                            |

| AG2R Citroën Team ACT                          | AG2R Citroën Team ACT | AG2R Citroën Team ACT |
| ---------------------------------------------- | --------------------- | --------------------- |
| م                                              | عداء                  | مرتبة                 |
| 11                                             | Clément Berthet ‏      | 12                    |
| 12                                             | جيوفري بوشارد         | 18                    |
| 13                                             | FRA                   | 78                    |
| 14                                             | فيليكس غال            | 25                    |
| 15                                             | Dorian Godon ‏         | 13                    |
| 16                                             | Bastien Tronchon ‏     | 15                    |
| مدير الرياضة: Didier Jannel ‏, أرتوراس كاسبوتيس |                       |                       |

| Cofidis COF                     | Cofidis COF    | Cofidis COF |
| ------------------------------- | -------------- | ----------- |
| م                               | عداء           | مرتبة       |
| 21                              | ساندر أرمي     | 39          |
| 22                              | توم بولي       | 71          |
| 23                              | أنتوني بيريز   | 20          |
| 24                              | بنجامين توماس  | 8           |
| 25                              | خوسيه هييرادة  | 21          |
| 26                              | Harrison Wood ‏ | 43          |
| مدير الرياضة: Jean-Luc Jonrond ‏ |                |             |

| Groupama-FDJ GFC                                  | Groupama-FDJ GFC  | Groupama-FDJ GFC |
| ------------------------------------------------- | ----------------- | ---------------- |
| م                                                 | عداء              | مرتبة            |
| 31                                                | Clément Davy ‏     | 88               |
| 32                                                | Lorenzo Germani ‏  | 56               |
| 33                                                | Kevin Geniets ‏    | 5                |
| 34                                                | توبياس لودفيجسون  | 94               |
| 35                                                | فالنتين مادواس    | 3                |
| 36                                                | لارس فان دن بيرغ ‏ | 44               |
| مدير الرياضة: Frédéric Guesdon ‏, Jussi Veikkanen ‏ |                   |                  |

| Trek-Segafredo TFS        | Trek-Segafredo TFS       | Trek-Segafredo TFS |
| ------------------------- | ------------------------ | ------------------ |
| م                         | عداء                     | مرتبة              |
| 41                        | Simon Pellaud ‏           | لم يبدأ-4          |
| 42                        | جوليو سيكوني             | 37                 |
| 43                        | Asbjørn Hellemose ‏       | لم يكمل السباق-5   |
| 44                        | Amanuel Ghebreigzabhier ‏ | 69                 |
| 45                        | Mattias Skjelmose        | 1                  |
| 46                        | Antwan Tolhoek ‏          | 66                 |
| مدير الرياضة: كيم أندرسون |                          |                    |

| UAE Team Emirates UAD                     | UAE Team Emirates UAD | UAE Team Emirates UAD |
| ----------------------------------------- | --------------------- | --------------------- |
| م                                         | عداء                  | مرتبة                 |
| 51                                        | روي أوليفيرا          | 45                    |
| 52                                        | ماتيو ترينتين         | 6                     |
| 53                                        | رافال مايكا           | 19                    |
| 54                                        | Andrés Ardila ‏        | 60                    |
| 55                                        | Arthur Kluckers ‏      | 82                    |
| 56                                        | جويل سوتير            | 11                    |
| مدير الرياضة: فابريزيو غيدي, آرت فيرهوتين |                       |                       |

| Alpecin-Deceuninck AFC     | Alpecin-Deceuninck AFC | Alpecin-Deceuninck AFC |
| -------------------------- | ---------------------- | ---------------------- |
| م                          | عداء                   | مرتبة                  |
| 61                         | Sjoerd Bax ‏            | 4                      |
| 62                         | توبياس باير            | 41                     |
| 63                         | Nicola Conci ‏          | لم يبدأ-4              |
| 64                         | كريستيان سباراغلي      | 24                     |
| 65                         | جايسون أوسبورن         | 40                     |
| 66                         | جوليان فيرموت          | 27                     |
| مدير الرياضة: Bart Leysen ‏ |                        |                        |

| فيتال كونسبت ‏ BBK                          | فيتال كونسبت ‏ BBK      | فيتال كونسبت ‏ BBK |
| ------------------------------------------ | ---------------------- | ----------------- |
| م                                          | عداء                   | مرتبة             |
| 71                                         | Cyril Barthe ‏          | 64                |
| 72                                         | Franck Bonnamour ‏      | 16                |
| 73                                         | بيير رولان             | 42                |
| 74                                         | Victor Koretzky ‏       | 35                |
| 75                                         | Axel Laurance ‏         | 47                |
| 76                                         | Sebastian Schönberger ‏ | 34                |
| مدير الرياضة: جيمي إنجولفينت, ديدييه الروس |                        |                   |

| بنجوال باوليز ساوكس دبليو بي 2022 ‏ BWB  | بنجوال باوليز ساوكس دبليو بي 2022 ‏ BWB | بنجوال باوليز ساوكس دبليو بي 2022 ‏ BWB |
| --------------------------------------- | -------------------------------------- | -------------------------------------- |
| م                                       | عداء                                   | مرتبة                                  |
| 81                                      | Gil Gelders ‏                           | 48                                     |
| 82                                      | Rémy Mertz ‏                            | 46                                     |
| 83                                      | ماركو تيزا                             | 33                                     |
| 84                                      | Julien Desmarets‏                       | 77                                     |
| 85                                      | Luc Wirtgen ‏                           | 51                                     |
| 86                                      | Tom Wirtgen ‏                           | 55                                     |
| مدير الرياضة: Jean-Denis Vandenbroucke ‏ |                                        |                                        |

| برجس بي إتش ‏ BBH             | برجس بي إتش ‏ BBH          | برجس بي إتش ‏ BBH |
| ---------------------------- | ------------------------- | ---------------- |
| م                            | عداء                      | مرتبة            |
| 91                           | Ángel Fuentes ‏            | 74               |
| 92                           | Gabriel Muller ‏           | لم يكمل السباق-2 |
| 93                           | Juan Antonio López-Cózar ‏ | 53               |
| 94                           | Felipe Orts ‏              | 96               |
| 95                           | Manuel Peñalver ‏          | 85               |
| 96                           | Óscar Pelegrí ‏            | 79               |
| مدير الرياضة: Damien Garcia ‏ |                           |                  |

| كاجا رورال-سيغوروس ‏ CJR       | كاجا رورال-سيغوروس ‏ CJR | كاجا رورال-سيغوروس ‏ CJR |
| ----------------------------- | ----------------------- | ----------------------- |
| م                             | عداء                    | مرتبة                   |
| 101                           | Orluis Aular ‏ (طريق)    | 68                      |
| 102                           | Josu Etxeberria ‏        | 81                      |
| 103                           | Joseba López ‏           | 80                      |
| 104                           | Jon Barrenetxea ‏        | 29                      |
| 105                           | Sergio Martín ‏          | 38                      |
| 106                           | Joel Nicolau ‏           | 90                      |
| مدير الرياضة: روبين مارتينيز ‏ |                         |                         |

| أوسكالتيل أوسكادي ‏ EUS | أوسكالتيل أوسكادي ‏ EUS | أوسكالتيل أوسكادي ‏ EUS |
| ---------------------- | ---------------------- | ---------------------- |
| م                      | عداء                   | مرتبة                  |
| 111                    | Mikel Aristi ‏          | 99                     |
| 112                    | ESP                    | 76                     |
| 113                    | Unai Cuadrado ‏         | 58                     |
| 114                    | Antonio Jesús Soto ‏    | 70                     |
| 115                    | Txomin Juaristi ‏       | 14                     |
| 116                    | خوان خوسيه لوباتو      | لم يكمل السباق-1       |

| سبورت فلاندرين بالويس ‏ SVB                    | سبورت فلاندرين بالويس ‏ SVB | سبورت فلاندرين بالويس ‏ SVB |
| --------------------------------------------- | -------------------------- | -------------------------- |
| م                                             | عداء                       | مرتبة                      |
| 121                                           | Ruben Apers ‏               | 50                         |
| 122                                           | Robbe Ghys ‏                | لم يكمل السباق-3           |
| 123                                           | Rune Herregodts ‏           | 10                         |
| 124                                           | آرنه ماريت ‏                | 65                         |
| 125                                           | Jens Reynders ‏             | 59                         |
| 126                                           | Aaron Verwilst ‏            | 57                         |
| مدير الرياضة: والتر بلانكايرت, Andy Missotten‏ |                            |                            |

| Arkéa-Samsic ARK            | Arkéa-Samsic ARK    | Arkéa-Samsic ARK |
| --------------------------- | ------------------- | ---------------- |
| م                           | عداء                | مرتبة            |
| 131                         | ماكسيم بويه         | 28               |
| 132                         | Thibault Guernalec ‏ | لم يكمل السباق-5 |
| 133                         | هوغو هوفستيتر       | لم يبدأ-5        |
| 134                         | ميشيل رييس          | 26               |
| 135                         | Kévin Vauquelin ‏    | 2                |
| 136                         | Alessandro Verre ‏   | 86               |
| مدير الرياضة: Roger Tréhin ‏ |                     |                  |

| أونو اكس برو سايكلنج تيم 2022 ‏ UXT         | أونو اكس برو سايكلنج تيم 2022 ‏ UXT | أونو اكس برو سايكلنج تيم 2022 ‏ UXT |
| ------------------------------------------ | ---------------------------------- | ---------------------------------- |
| م                                          | عداء                               | مرتبة                              |
| 141                                        | Simon Dalby (cyclist) ‏             | 73                                 |
| 142                                        | Niklas Eg ‏                         | 72                                 |
| 143                                        | Morten Hulgaard ‏                   | 75                                 |
| 144                                        | Sindre Kulset ‏                     | لم يكمل السباق-5                   |
| 145                                        | Torstein Træen ‏                    | 23                                 |
| 146                                        | يوناس غريغارد                      | 7                                  |
| مدير الرياضة: يسبر موركوف ‏, Leonard Snoeks‏ |                                    |                                    |

| بلاك سبوك برو سايكلنج ‏ BEB             | بلاك سبوك برو سايكلنج ‏ BEB | بلاك سبوك برو سايكلنج ‏ BEB |
| -------------------------------------- | -------------------------- | -------------------------- |
| م                                      | عداء                       | مرتبة                      |
| 151                                    | ريان كريستنسن              | 62                         |
| 152                                    | James Fouché ‏ (طريق)       | 83                         |
| 153                                    | آرون جيت                   | 9                          |
| 154                                    | NZL                        | 32                         |
| 155                                    | James Oram ‏                | 30                         |
| 156                                    | Tom Sexton (cyclist) ‏      | 89                         |
| مدير الرياضة: Franky Van Haesebroucke ‏ |                            |                            |

| Leopard Pro Cycling ‏ LPC                  | Leopard Pro Cycling ‏ LPC | Leopard Pro Cycling ‏ LPC |
| ----------------------------------------- | ------------------------ | ------------------------ |
| م                                         | عداء                     | مرتبة                    |
| 161                                       | Colin Heiderscheid ‏      | 84                       |
| 162                                       | Kevin Inkelaar ‏          | 91                       |
| 163                                       | Louis Coqueret‏           | 61                       |
| 164                                       | Elias Maris ‏             | 52                       |
| 165                                       | Tim Torn Teutenberg ‏     | لم يبدأ-5                |
| 166                                       | جوستين وولف ‏             | 92                       |
| مدير الرياضة: Gaëtan Pons ‏, Markus Zingen‏ |                          |                          |

| فريق ريوال للدراجات ‏ RIW          | فريق ريوال للدراجات ‏ RIW | فريق ريوال للدراجات ‏ RIW |
| --------------------------------- | ------------------------ | ------------------------ |
| م                                 | عداء                     | مرتبة                    |
| 171                               | ماتياس بريجنهوج ‏         | 54                       |
| 172                               | مارتين بودينغ ‏           | 87                       |
| 173                               | جاكوب أريكسون ‏           | لم يبدأ-3                |
| 174                               | لوكاس أريكسون (طريق)     | 22                       |
| 175                               | Kasper Viberg Søgaard ‏   | 97                       |
| 176                               | إميل فينجبو              | 67                       |
| مدير الرياضة: Sebastian Andersen ‏ |                          |                          |

| Philippe Wagner–Bazin ‏ GDM                        | Philippe Wagner–Bazin ‏ GDM | Philippe Wagner–Bazin ‏ GDM |
| ------------------------------------------------- | -------------------------- | -------------------------- |
| م                                                 | عداء                       | مرتبة                      |
| 181                                               | Theo Bonnet‏                | 101                        |
| 182                                               | Ivan Centrone ‏             | 36                         |
| 183                                               | Jacques Gloesener‏          | 100                        |
| 184                                               | Alexandre Kess ‏            | 98                         |
| 185                                               | كريستوف ماسون              | لم يكمل السباق-1           |
| 186                                               | Stijn Siemons‏              | 95                         |
| مدير الرياضة: Geoffrey Coupé ‏, Sébastien Fontaine‏ |                            |                            |

## التصنيف العام النهائي
| التصنيف العام         | التصنيف العام       | التصنيف العام             | التصنيف العام  | التصنيف العام |
| العداء                | العداء              | الفريق                    | الوقت          |               |
| --------------------- | ------------------- | ------------------------- | -------------- | ------------- |
| 1                     | ماتياس سكجلموس جنسن | تريك سيغافريدو            | 17 س 43 د 29 ث |               |
| 2                     | Kévin Vauquelin ‏    | اركيا سامسيك              | + 5 ث          |               |
| 3                     | فالنتين مادواس      | Groupama-FDJ              | + 17 ث         |               |
| 4                     | Sjoerd Bax ‏         | Alpecin-Deceuninck        | + 23 ث         |               |
| 5                     | Kevin Geniets ‏      | Groupama-FDJ              | + 31 ث         |               |
| 6                     | ماتيو ترينتين       | فريق الإمارات             | + 40 ث         |               |
| 7                     | يوناس غريغارد       | أونو اكس برو سايكلنج تيم ‏ | + 53 ث         |               |
| 8                     | بنجامين توماس       | Cofidis                   | + 55 ث         |               |
| 9                     | آرون جيت            | بلاك سبوك برو سايكلنج ‏    | + 56 ث         |               |
| 10                    | Rune Herregodts ‏    | سبورت فلاندرين بالويس ‏    | + 57 ث         |               |
|                       |                     |                           |                |               |
| مصدر: ProCyclingStats |                     |                           |                |               |

### تصنيف النقاط
| تصنيف النقاط          | تصنيف النقاط        | تصنيف النقاط           | تصنيف النقاط | تصنيف النقاط |
| العداء                | العداء              | الفريق                 | النقاط       |              |
| --------------------- | ------------------- | ---------------------- | ------------ | ------------ |
| 1                     | ماتيو ترينتين       | فريق الإمارات          | 51 نقطة      |              |
| 2                     | ماتياس سكجلموس جنسن | تريك سيغافريدو         | 45 نقطة      |              |
| 3                     | فالنتين مادواس      | Groupama-FDJ           | 43 نقطة      |              |
| 4                     | فلوريان سينيشال     | Quick-Step Alpha Vinyl | 34 نقطة      |              |
| 5                     | Kévin Vauquelin ‏    | اركيا سامسيك           | 29 نقطة      |              |
| 6                     | Sjoerd Bax ‏         | Alpecin-Deceuninck     | 26 نقطة      |              |
| 7                     | بنجامين توماس       | Cofidis                | 26 نقطة      |              |
| 8                     | دافيد باليريني      | Quick-Step Alpha Vinyl | 26 نقطة      |              |
| 9                     | Axel Laurance ‏      | فيتال كونسبت ‏          | 25 نقطة      |              |
| 10                    | آرون جيت            | بلاك سبوك برو سايكلنج ‏ | 20 نقطة      |              |
|                       |                     |                        |              |              |
| مصدر: ProCyclingStats |                     |                        |              |              |

### تصنيف الجبال
| تصنيف الجبال          | تصنيف الجبال           | تصنيف الجبال              | تصنيف الجبال | تصنيف الجبال |
| العداء                | العداء                 | الفريق                    | النقاط       |              |
| --------------------- | ---------------------- | ------------------------- | ------------ | ------------ |
| 1                     | Joel Nicolau ‏          | كاجا رورال-سيغوروس ‏       | 35 نقطة      |              |
| 2                     | Gil Gelders ‏           | Bingoal WB Devo Team ‏     | 12 نقطة      |              |
| 3                     | فيليكس غال             | AG2R Citroën Team         | 9 نقطة       |              |
| 4                     | Morten Hulgaard ‏       | أونو اكس برو سايكلنج تيم ‏ | 7 نقطة       |              |
| 5                     | جويل سوتير             | فريق الإمارات             | 6 نقطة       |              |
| 6                     | ساندر أرمي             | Cofidis                   | 6 نقطة       |              |
| 7                     | Victor Koretzky ‏       | فيتال كونسبت ‏             | 5 نقطة       |              |
| 8                     | Kasper Viberg Søgaard ‏ | فريق ريوال للدراجات ‏      | 5 نقطة       |              |
| 9                     | بيير رولان             | فيتال كونسبت ‏             | 5 نقطة       |              |
| 10                    | Antonio Jesús Soto ‏    | أوسكالتيل أوسكادي ‏        | 5 نقطة       |              |
|                       |                        |                           |              |              |
| مصدر: ProCyclingStats |                        |                           |              |              |

## تصنيف الفرق

### الفرق حسب الوقت
| تصنيف الفرق حسب الوقت | تصنيف الفرق حسب الوقت                     | تصنيف الفرق حسب الوقت | تصنيف الفرق حسب الوقت |
| الفريق                | الفريق                                    | الوقت                 |                       |
| --------------------- | ----------------------------------------- | --------------------- | --------------------- |
| 1                     | فريق الإمارات                             | 53 س 13 د 52 ث        |                       |
| 2                     | Alpecin-Deceuninck                        | + 1 ث                 |                       |
| 3                     | AG2R Citroën Team                         | + 33 ث                |                       |
| 4                     | اركيا سامسيك                              | + 1 د 16 ث            |                       |
| 5                     | Groupama-FDJ                              | + 1 د 58 ث            |                       |
| 6                     | Cofidis                                   | + 2 د 15 ث            |                       |
| 7                     | بي آند بي هوتيلز 2022 ‏                    | + 4 د 07 ث            |                       |
| 8                     | بولتون إكوتيز بلاك سبوك برو سايكلنج 2022 ‏ | + 4 د 53 ث            |                       |
| 9                     | أونو اكس برو سايكلنج تيم 2022 ‏            | + 9 د 38 ث            |                       |
| 10                    | Quick-Step Alpha Vinyl                    | + 10 د 26 ث           |                       |
|                       |                                           |                       |                       |
| مصدر: ProCyclingStats |                                           |                       |                       |

## تصانيف فرعية

### تصنيف أفضل شاب
| تصنيف أفضل شاب        | تصنيف أفضل شاب      | تصنيف أفضل شاب         | تصنيف أفضل شاب | تصنيف أفضل شاب |
| العداء                | العداء              | الفريق                 | الوقت          |                |
| --------------------- | ------------------- | ---------------------- | -------------- | -------------- |
| 1                     | ماتياس سكجلموس جنسن | تريك سيغافريدو         | 17 س 43 د 29 ث |                |
| 2                     | Kévin Vauquelin ‏    | اركيا سامسيك           | + 5 ث          |                |
| 3                     | Kevin Geniets ‏      | Groupama-FDJ           | + 31 ث         |                |
| 4                     | Rune Herregodts ‏    | سبورت فلاندرين بالويس ‏ | + 57 ث         |                |
| 5                     | جويل سوتير          | فريق الإمارات          | + 59 ث         |                |
| 6                     | Clément Berthet ‏    | AG2R Citroën Team      | + 1 د 02 ث     |                |
| 7                     | Bastien Tronchon ‏   | AG2R Citroën Team      | + 1 د 23 ث     |                |
| 8                     | فيليكس غال          | AG2R Citroën Team      | + 2 د 54 ث     |                |
| 9                     | ميشيل رييس          | اركيا سامسيك           | + 3 د 03 ث     |                |
| 10                    | Jon Barrenetxea ‏    | كاجا رورال-سيغوروس ‏    | + 3 د 33 ث     |                |
|                       |                     |                        |                |                |
| مصدر: ProCyclingStats |                     |                        |                |                |

## وصلات خارجية
- الموقع الرسمي
- لمحة عن سباق طواف لوكسمبورغ 2022 على موقع  ProCyclingStats   (برو  سايكلنج  ستاتس) - إحصاءات  محترفي  الدراجات.
- طواف لوكسمبورغ 2022 على موقع إحصائيات الدراجات الإحترافية (الإنجليزية)